# 니카이도 링코
니카이도 링코(二階堂凛子)는 쾌걸 근육맨 2세에 등장하는 히로인이다. 투니버스판 이름은 마주리. 성우는 오리카사 후미코/이용신(투니버스), 이주은(대원방송)이다.

## 소개
만타로가 짝사랑하는 고등학교 2학년 여학생으로 니카이도 마리의 양녀다. 그녀는 갓난아기였을 때 니카이도 마리가 주워서 입양되었다. 짧은 트윈테일의 헤어스타일을 하고 있다. 이름의 유래는 초인레슬링의 '링'에서 따왔다. 항상 같이 다니는 같은 학교 단짝 친구로는 마에카와 타마키(다경)와 케이코(혜영)가 있다.

## 행적
5화에서 첫 등장하며, 처음에는 만타로를 돼지라며 매우 싫어했지만, 점차 만타로에게 호감이 생긴다. 45화~51화에서 타마키, 케이코와 함께 인질로 붙잡히지만, 만타로가 바론 맥시밀리언과의 싸움에서 승리하면서 구출된다. 구출되는 동시에 만타로에게 고백을 하지만, 만타로는 폭발 소리 때문에 듣지 못하게 되고 재방송은 안 한다고 약올리면서 마무리. 이후 초인월드그랑프리에서는 만타로와 워시어즈의 경기에서 친구들과 함께 급류에 휩싸이고, 끝까지 응원해줬다.